# Atletism la Jocurile Olimpice de vară din 2024 - Aruncarea suliței (feminin)
Proba de atletism aruncarea suliței feminin de la Jocurile Olimpice de vară din 2024 a avut loc în perioada 7 - 10 august 2024 pe Stade de France.

## Recorduri
Înaintea acestei competiții, recordurile mondiale și olimpice erau următoarele:
| Record           | Atlet                   | Timp    | Loc                 | Data               |
| ---------------- | ----------------------- | ------- | ------------------- | ------------------ |
| Recordul mondial | Barbora Špotáková (CZE) | 72,28 m | Stuttgart, Germania | 13 septembrie 2008 |
| Recordul olimpic | Osleidys Menéndez (CUB) | 71,53 m | Atena, Grecia       | 27 august 2004     |

## Program
Orele sunt ora Franței (UTC+1) 
| Data                    | Oră   | Etapă      |
| ----------------------- | ----- | ---------- |
| Miercuri, 7 august 2024 | 10:25 | Calificări |
| Sâmbătă, 10 august 2024 | 19:40 | Finala     |

## Rezultate

### Calificări
S-au calificat în finală sportivele care au reușit o aruncare de cel puțin 62,00 m (C) sau atletele cu cele mai bune 12 rezultate (c).
| Loc | Grupă | Atletă                | Țară                       | 1     | 2     | 3     | Distanță | Note  |
| --- | ----- | --------------------- | -------------------------- | ----- | ----- | ----- | -------- | ----- |
| 1   | B     | Maria Andrejczyk      | Polonia                    | 65,52 | —     | —     | 65,52    | C, SB |
| 2   | B     | Sara Kolak            | Croația                    | 54,04 | 64,57 | —     | 64,57    | C, SB |
| 3   | B     | Flor Ruiz             | Columbia                   | 64,40 | —     | —     | 64,40    | C     |
| 4   | A     | Jo-Ane van Dyk        | Africa de Sud              | 64,22 | —     | —     | 64,22    | C, PB |
| 5   | B     | Elina Tzengko         | Grecia                     | 52,02 | 61,09 | 63,22 | 63,22    | C, SB |
| 6   | A     | Mackenzie Little      | Australia                  | 59,59 | 62,82 | —     | 62,82    | C     |
| 7   | B     | Haruka Kitaguchi      | Japonia                    | 62,58 | —     | —     | 62,58    | C     |
| 8   | A     | Kathryn Mitchell      | Australia                  | 58,71 | 62,40 | —     | 62,40    | C, SB |
| 9   | B     | Yulenmis Aguilar      | Spania                     | 61,95 | 58,35 | 59,92 | 61,95    | c     |
| 10  | B     | Marie-Therese Obst    | Norvegia                   | 61,82 | x     | 55,40 | 61,82    | c     |
| 11  | A     | Nikola Ogrodníková    | Cehia                      | x     | 59,12 | 61,16 | 61,16    | c     |
| 12  | B     | Momone Ueda           | Japonia                    | 56,77 | 61,08 | 56,87 | 61,08    | c     |
| 13  | B     | Adriana Vilagoš       | Serbia                     | 60,49 | 60,17 | 49,41 | 60,49    |       |
| 14  | B     | Petra Sičaková        | Cehia                      | 60,47 | 59,68 | 59,44 | 60,47    |       |
| 15  | B     | Anete Sietiņa         | Letonia                    | 56,73 | 59,46 | 60,47 | 60,47    |       |
| 16  | A     | María Lucelly Murillo | Columbia                   | 60,38 | 56,28 | x     | 60,38    | SB    |
| 17  | A     | Līna Mūze             | Letonia                    | 60,30 | x     | x     | 60,30    |       |
| 18  | A     | Christin Hussong      | Germania                   | 57,00 | 56,84 | 59,99 | 59,99    |       |
| 19  | A     | Tori Peeters          | Noua Zeelandă              | 54,81 | 56,60 | 59,78 | 59,78    |       |
| 20  | A     | Victoria Hudson       | Austria                    | 59,69 | x     | x     | 59,69    |       |
| 21  | A     | Marina Saito          | Japonia                    | 59,42 | x     | 57,66 | 59,42    |       |
| 22  | B     | Lü Huihui             | China                      | 58,52 | 55,38 | 59,37 | 59,37    |       |
| 23  | A     | Dai Qianqian          | China                      | 55,56 | 56,18 | 59,33 | 59,33    |       |
| 24  | A     | Maggie Malone-Hardin  | Statele Unite ale Americii | 58,76 | 56,82 | 58,12 | 58,76    |       |
| 25  | B     | Liveta Jasiūnaitė     | Lituania                   | 58,35 | x     | x     | 58,35    |       |
| 26  | B     | Kelsey-Lee Barber     | Australia                  | 56,32 | 57,73 | 56,56 | 57,73    | SB    |
| 27  | A     | Rhema Otabor          | Bahamas                    | x     | 54,76 | 57,67 | 57,67    |       |
| 28  | A     | Jucilene de Lima      | Brazilia                   | x     | x     | 57,56 | 57,56    |       |
| 29  | A     | Annu Rani             | India                      | 55,81 | 53,22 | 53,55 | 55,81    |       |
| 30  | B     | Anni-Linnea Alanen    | Finlanda                   | 55,30 | 54,53 | x     | 55,30    |       |
| 31  | B     | Eda Tuğsuz            | Turcia                     | 51,33 | x     | 55,30 | 55,30    |       |
| 32  | A     | Dilhani Lekamge       | Sri Lanka                  | 53,66 | x     | 53,24 | 53,66    |       |

### Finala
| Loc | Atletă             | Țară          | 1     | 2     | 3     | 4            | 5            | 6            | Distanță | Note |
| --- | ------------------ | ------------- | ----- | ----- | ----- | ------------ | ------------ | ------------ | -------- | ---- |
| 1   | Haruka Kitaguchi   | Japonia       | 65,80 | 62,39 | X     | 61,68        | 64,73        | X            | 65,80    | SB   |
| 2   | Jo-Ane van Dyk     | Africa de Sud | 59,72 | 61,72 | 63,93 | X            | 62,07        | 57,07        | 63,93    |      |
| 3   | Nikola Ogrodníková | Cehia         | 58,13 | X     | 63,68 | 58,34        | 61,45        | 58,04        | 63,68    | SB   |
| 4   | Sara Kolak         | Croația       | 57,86 | 58,85 | 63,40 | 58,43        | 62,31        | 63,03        | 63,40    |      |
| 5   | Flor Ruiz          | Columbia      | 60,49 | 63,00 | 62,41 | 61,68        | 60,14        | 61,35        | 63,00    |      |
| 6   | Yulenmis Aguilar   | Spania        | 62,78 | X     | 60,17 | —            | 61,58        | X            | 62,78    |      |
| 7   | Kathryn Mitchell   | Australia     | 62,63 | 59,57 | 60,31 | 62,16        | X            | X            | 62,63    | SB   |
| 8   | Maria Andrejczyk   | Polonia       | 62,44 | 60,52 | X     | X            | X            | 57,74        | 62,44    |      |
| 9   | Elina Tzengko      | Grecia        | 61,85 | X     | 57,90 | nu a avansat | nu a avansat | nu a avansat | 61,85    |      |
| 10  | Momone Ueda        | Japonia       | 59,57 | 61,64 | 59,79 | nu a avansat | nu a avansat | nu a avansat | 61,64    | SB   |
| 11  | Marie-Therese Obst | Norvegia      | 61,14 | 60,57 | 58,78 | nu a avansat | nu a avansat | nu a avansat | 61,14    |      |
| 12  | Mackenzie Little   | Australia     | 60,32 | 56,94 | 59,41 | nu a avansat | nu a avansat | nu a avansat | 60,32    |      |